# Barkeria strophinx
Barkeria strophinx là một loài thực vật có hoa trong họ Lan. Loài này được (Rchb.f.) Halb. mô tả khoa học đầu tiên năm 1977.